# Паралелогон

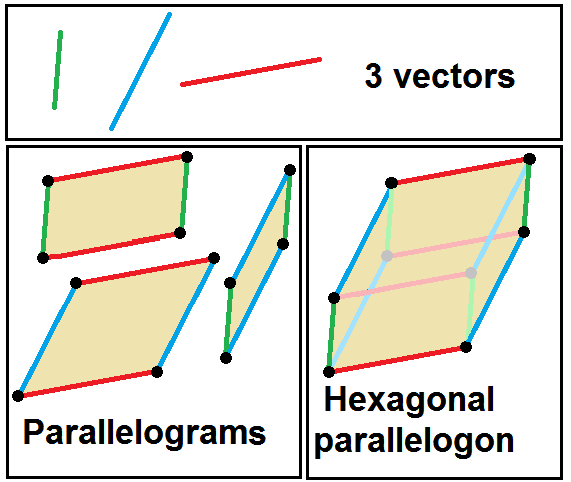
Паралелогон побудований як дві або три пари паралельних відрізків. Вершини і ребра всередині шестикутника видаляються

Існує п'ять решіток Браве в двовимірному просторі, пов'язані з замощеннями паралелогонами і їх п'ятьма варіантами симетрії

Паралелогон — багатокутник, що замощує простір з використанням лише паралельного перенесення, при цьому сторони паралелогонів суміщуються за цілими сторонами.
Паралелогон повинен мати парне число сторін і протилежні сторони мають бути рівні за довжиною і паралельні (згідно з назвою). Менш очевидне обмеження — паралелогон може мати лише чотири або шість сторін. Чотиристоронній паралелогон є паралелограмом. У загальному випадку паралелогон має обертову симетрію на 180 градусів відносно центру.

## Два типи
Чотирикутні і шестикутні паралелогони мають різні форми геометричної симетрії. В загальному випадку вони мають центральну симетрію з порядком 2. Шестикутні паралелогони можуть бути неопуклими.
| Число сторін | Приклади | Приклади | Назва                   | Симетрія і її порядок |
| ------------ | -------- | -------- | ----------------------- | --------------------- |
| 4            |          |          | Паралелограм            | Z2, порядок 2         |
| 4            |          |          | Прямокутник і ромб      | Dih2, 4 порядок       |
| 4            |          |          | Квадрат                 | Dih4, порядок 8       |
| 6            |          |          | Подовжений паралелограм | Z2, порядок 2         |
| 6            |          |          | Подовжений ромб         | Dih2, 4 порядок       |
| 6            |          |          | Правильний шестикутник  | Dih6, 12 порядок      |

## Геометричні варіанти
Паралелограми можуть замостити площину як деформована квадратна мозаїка, тоді як шестикутні паралелогони можуть замостити площину як деформована правильна шестикутна мозаїка.
| 1 довжина          | 1 довжина       | 2 довжини               | 2 довжини              |
| Прямий             | Косий           | Прямий                  | Косий                  |
| ------------------ | --------------- | ----------------------- | ---------------------- |
| Квадрат p4m (*442) | Ромб cmm (2*22) | Прямокутник pmm (*2222) | Паралелограм p2 (2222) |

| 1 довжина                         | 2 довжини                  | 2 довжини                  | 3 довжини                         | 3 довжини                         |
| --------------------------------- | -------------------------- | -------------------------- | --------------------------------- | --------------------------------- |
|                                   |                            |                            |                                   |                                   |
| Правильний шестикутник p6m (*632) | Подовжений ромб cmm (2*22) | Подовжений ромб cmm (2*22) | Подовжений паралелограм p2 (2222) | Подовжений паралелограм p2 (2222) |